# Loučská kaskáda
Loučská kaskáda je přírodní skluzavkovitá vodní kaskáda na horské části potoka Trnávka, která má sklon cca 25°. Nachází se v hlubokém údolí mezi kopci Obírka a Slavkovský vrch. Je to v podstatě obnažená skála, po níž teče potok. Kaskáda je rozdělena na dolní část (délka cca 5 metrů) a horní část (cca 4 metry); celkem překonává výšku 3,5 metru. Nachází se nad obcí Loučka na katastru vesnice Slavkov (část obce Kozlov) v okrese Olomouc v Oderských vrších. Jejím geologickým podkladem je břidlice a droba. Loučská kaskáda je volně přístupná ze silnice z Loučky do Slavkova.

## Další informace
Poblíže Loučské kaskády (na opačné straně silnice) se nachází bývalý lom (obnažená skála).
Nad Loučskou kaskádou, no kopci Obírka, kde se nachází pozůstatky pravěkého výšinného hradiště.
Přibližně 4,8 km východním směrem se nachází Žabnický vodopád na potoce Žabník.